# Sîn-leqi-unninni

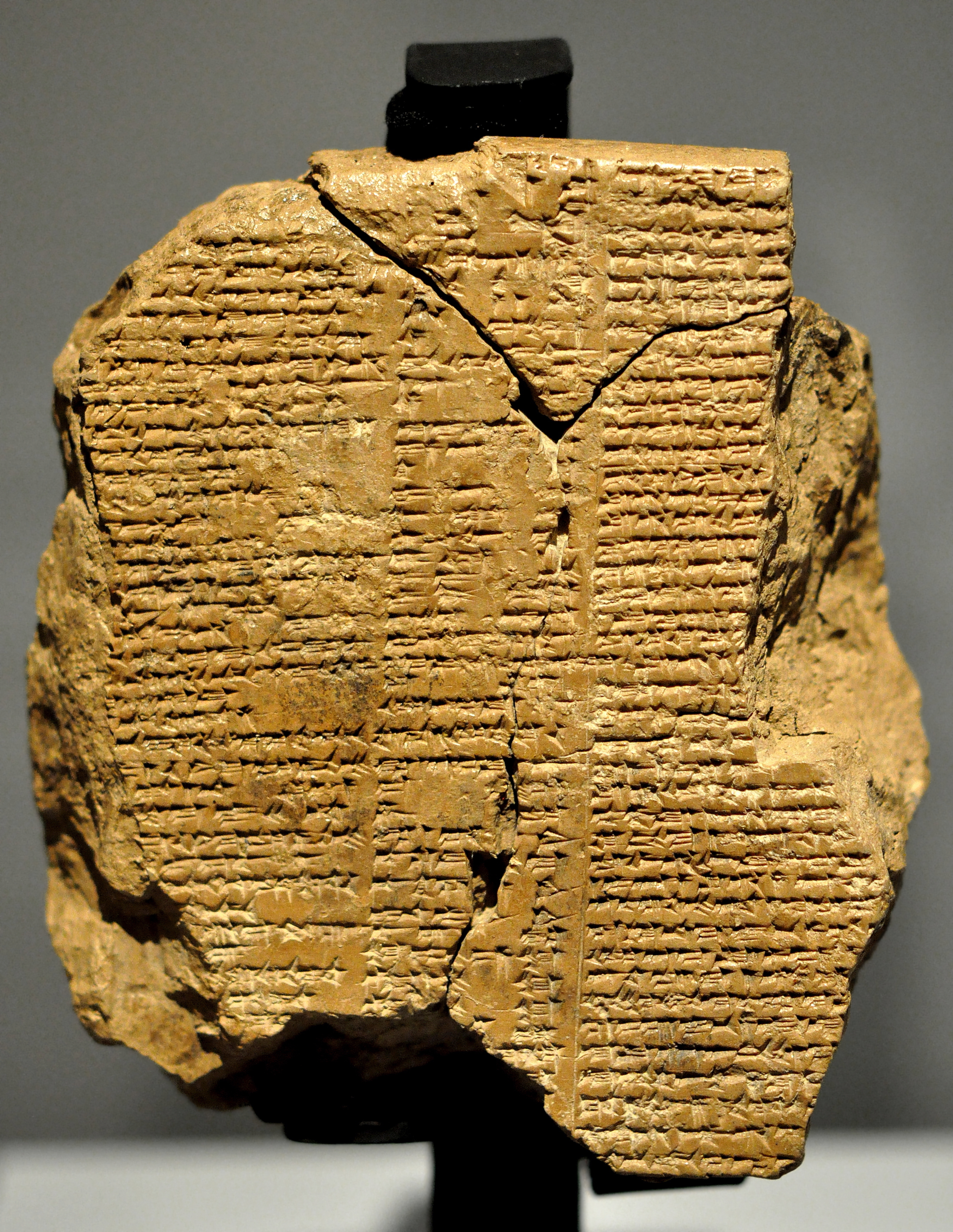
Tablette V de l’Épopée de Gilgamesh, époque néo-babylonienne. Musée de Sulaymaniyah.

Sîn-leqi-unninni (en akkadien : Sîn-leqe-unninnī) est un lettré (ayant la fonction d'exorciste) de la Mésopotamie antique qui aurait vécu autour du XIIIe siècle av. J.-C. La tradition mésopotamienne lui attribue le fait d'avoir couché par écrit la version la mieux conservée de l'Épopée de Gilgamesh, qui narre les exploits de Gilgamesh, roi semi-légendaire d'Uruk. Son nom est répertorié dans le texte lui-même, ce qui est fort peu commun dans les œuvres littéraires mésopotamiennes.
On lui attribue traditionnellement la « version standard » de l'Épopée de Gilgamesh. La mesure dans laquelle sa version du récit est différente des textes antérieurs est inconnue. Andrew R. George soutient que Sîn-leqi-unninni a donné à l' Épopée de Gilgamesh sa forme définitive et fixe.
Des lettrés d'Uruk de la seconde moitié du Ier millénaire av. J.-C. se revendiquent comme ses descendants, signe du prestige que son nom a acquis dans le milieu des savants mésopotamiens.